# Can Torra (Castellfollit del Boix)
Can Torra és una obra del municipi de Castellfollit del Boix (Bages) inclosa en l'Inventari del Patrimoni Arquitectònic de Catalunya.

## Descripció
Es tracta masia formada per diferents cossos construïts en èpoques diferents. Al cos central, que és l'original s'hi afegiren dues construccions adossades lateralment a la façana principal. Un amb galeria al primer pis i l'altre, de majors dimensions realitzat durant el s.XIX. L'entrada principal queda tancada per un pati. La porta de la façana de la casa original és adovellada i les finestres tenen ampits i llindes de pedra. El cos més nou té una façana amb balcons (reformats) i uns òculs a les golfes. De les dependències del voltant destaca una pallissa amb estructures constructives de pedra molt antigues.

## Història
Hi consten diverses dates, la data de la porta d'entrada al pati: 1863
La data en el paviment de les escales a l'entrada de la casa: 1719
La data en una llinda del cos original: 1738
La data sobre els òculs: 1877
El document més antic conservat a la masia és un testament del 1590
L'any 1956 es feren reformes.